# 不精确和不确定的管理
不精確性和不確定性是兩個在軟性計算理論中重要的關鍵，用來奠定了模糊推論學說的基礎。

## 不精确
数据的不完全称为不精确（Imprecision），出现在数据库中。
一般原因有：
1. 缺少适当的数据
2. 数据缺乏真实性

## 不确定
知识的不完全称为不确定（Uncertainty），出现在知识库中。
一般原因：缺乏知识的可信度

## 推理工具和技术
- 随机过程
- 模糊推理
- 信念网络